# Djurgårdens IF Fotboll 1919
Djurgårdens IF Fotboll, spelade i Fyrkantsserien 1919. Man blev 4:a i serien. Man förlorade finalen mot Gais med 4-1 inför 10525 åskådare på Stockholms Stadion.